# Alessandra (album)
Alessandra è il quinto album del gruppo italiano dei Pooh, pubblicato nel 1972 dalla casa discografica CBS. Si tratta del primo album del gruppo con Stefano D'Orazio, e anche dell'ultimo in cui collabora Riccardo Fogli.

## Il disco
Forti del successo appena conseguito con i singoli dell'anno precedente, i Pooh realizzano stavolta un album accuratissimo, omogeneo ed arrangiato fastosamente. Il complesso deve comunque un grande tributo di gratitudine e autorità al produttore, il quale riesce, per la prima ed ultima volta, ad ottenere che tutto il disco abbia come unico filo conduttore la canzone d'amore. Ne traspare un'immagine di vita giovanile ostacolata dall'operato dei genitori (La nostra età difficile, Mio padre una sera, Donna al buio bambina al sole), caratterizzata da amori che vanno improvvisamente in frantumi (Quando una lei va via, Cosa si può dire di te?), con tanta voglia di rivincite (Io in una storia, Via lei via io) e anche molti dubbi e ripensamenti. Il brano guida è la famosissima Noi due nel mondo e nell'anima. Chiude il disco il brano Alessandra, dedicato alla nascita della prima figlia di Roby Facchinetti e fino a quel punto il pezzo più lungo della carriera del complesso.
L'arrangiamento degli archi dell'orchestra di Gianfranco Monaldi sottolinea con virtuosa energia il carattere emotivo dei testi, ricchi di fresca passionalità da ventenni (ma anche di delusioni cocenti). Dal punto di vista del contributo dei quattro come strumentisti, questo è l'album meno rock della storia dei Pooh: la chitarra elettrica di Battaglia compare solo in pochi pezzi, lasciando molto spazio all'orchestra ed evitando di eseguire veri e propri assoli. In compenso viene utilizzato una delle novità più importanti del pop anni settanta: il sintetizzatore Moog, strumento usato con una certa generosità, oltre che in Noi due nel mondo e nell'anima, in Mio padre, una sera.
Rispetto alla produzione dell'anno prima, costituisce una novità l'esordio di Dody Battaglia come compositore (portano la sua firma i tre brani Io in una storia, Signora e Via lei, via io).
L'album ha un successo notevole, superando di molto le vendite del precedente Opera prima (vende 250 000 copie). Fra tutti i dischi del gruppo, è forse quello maggiormente orientato verso quello che secondo la casa discografica doveva essere il pubblico femminile, come quasi sembrano suggerire il titolo e la foto di copertina. La prima stampa del vinile contiene un cartoncino con le foto dei componenti del gruppo e i crediti del disco. In copertina sono riconoscibili Valerio Negrini e i professori d'orchestra che accompagnano il complesso.
Nel 2014 BTF ripubblica il disco in tiratura limitata in vinile splatter con copertina e label uguali all'edizione originale.

## Tracce
LATO A
1. La nostra età difficile (Facchinetti-Negrini) - 3'55" (voci principali: Dodi e Roby)
2. Noi due nel mondo e nell'anima (Facchinetti-Negrini) - 3'31" (voce principale: Dodi)
3. Mio padre una sera (Facchinetti-Negrini) - 4'31" (voce principale: Roby)
4. Nascerò con te (Facchinetti-Negrini) - 4'26" (voce principale: Riccardo)
5. Io in una storia (Battaglia-Negrini) - 3'39" (voce principale: Dodi)
6. Col tempo, con l'età e nel vento (Facchinetti-Negrini) - 4'35" (voci principali: Dodi e Riccardo)

LATO B
1. Signora (Facchinetti-Battaglia-Negrini) - 3'15" (voce principale: Dodi)
2. Cosa si può dire di te? (Facchinetti-Negrini) - 4'08" (voce principale: Roby)
3. Via lei, via io (Facchinetti-Battaglia-Negrini) - 3'00" (voce principale: Dodi)
4. Donna al buio, bambina al sole (Facchinetti-Negrini) - 4'50" (voce principale: Riccardo)
5. Quando una lei va via (Facchinetti-Negrini) - 3'13" (voce principale: Riccardo)
6. Alessandra (Facchinetti-Negrini) - 6'51" (voce principale: Riccardo)

## Formazione
- Roby Facchinetti - voce, pianoforte, tastiera
- Riccardo Fogli - voce, basso
- Dody Battaglia - voce, chitarra
- Stefano D'Orazio - voce, batteria, percussioni

## Singoli
- Noi due nel mondo e nell'anima/Nascerò con te
- Cosa si può dire di te?/Quando una lei va via